# (20961) Аркесилай
(20961) Аркесилай (др.-греч. Ἀρκεσίλαος) — типичный троянский астероид Юпитера, движущийся в точке Лагранжа L4, в 60° впереди планеты. Астероид был открыт 19 сентября 1973 года голландскими астрономами К. Й. ван Хаутеном, И. ван Хаутен-Груневельд и Томом Герельсом в Паломарской обсерватории и назван в честь Аркесилая — одного из героев Троянской войны.

Орбита астероида Аркесилай и его положение в Солнечной системе